# Alfred Kunke
Alfred Kunke, nemški general in vojaški veterinar, * 30. december 1884, † 26. maj 1943.